# Диковка
Дико́вка (укр. Диківка) — село в Пантаевской поселковой общине Александрийского района Кировоградской области Украины.
Население по переписи 2001 года составляло 1615 человек. Почтовый индекс — 27428. Телефонный код — 5233. Занимает площадь 10,213 км². Код КОАТУУ — 3522281201.

## История
В 1754—1759 годах в селе размещалась 18-я рота новосербского Гусарского конного полка. Раньше, в разные годы село называлось: Горобцовский шанец, Самбор, Сомбор (от сербского города — Сомбор).
По состоянию на 1886 год в селе, центре Диковской волости Александрийского уезда Херсонской губернии, проживало 3765 человек, насчитывалось 758 дворовых хозяйств, действовали православная церковь, школа и 2 лавки, в селе проводились 3 ежегодные ярмарки.
До 2020 года село входило в Знаменский район

## Известные уроженцы
- П. Г. Осипенко — советский украинский юрист, прокурор УССР (1983—1990)
- И. С. Каниковский — Герой Социалистического Труда